# Elitserien 1932/33
Die Saison 1932/33 war die sechste Spielzeit der Elitserien, der höchsten schwedischen Eishockeyspielklasse. Meister wurde Hammarby IF. Tranebergs IF und der IK Hermes stiegen in die zweite Liga ab. 

## Modus
In der Hauptrunde absolvierte jeder der acht Mannschaften insgesamt 14 Spiele. Der Erstplatzierte der Hauptrunde wurde Meister. Die beiden Letztplatzierten stiegen direkt in die zweite Liga ab. Für einen Sieg erhielt jede Mannschaft zwei Punkte, bei einem Unentschieden gab es einen Punkt und bei einer Niederlage null Punkte.

## Hauptrunde
|    | Klub                 | Sp | S  | U | N  | T  | GT | Punkte |
| -- | -------------------- | -- | -- | - | -- | -- | -- | ------ |
| 1. | Hammarby IF          | 14 | 10 | 2 | 2  | 43 | 9  | 22     |
| 2. | AIK Solna            | 14 | 10 | 2 | 2  | 38 | 13 | 22     |
| 3. | IK Göta              | 14 | 9  | 4 | 1  | 29 | 12 | 22     |
| 4. | Djurgårdens IF       | 14 | 6  | 1 | 7  | 24 | 29 | 13     |
| 5. | Södertälje SK        | 14 | 5  | 2 | 7  | 17 | 16 | 12     |
| 6. | UoIF Matteuspojkarna | 14 | 3  | 4 | 7  | 12 | 29 | 10     |
| 7. | Tranebergs IF        | 14 | 3  | 1 | 10 | 11 | 35 | 7      |
| 8. | IK Hermes            | 14 | 1  | 2 | 11 | 7  | 38 | 4      |

Sp = Spiele, S = Siege, U = Unentschieden, N = Niederlagen